# (13516) 1990 UO1
(13516) 1990 UO1 là một tiểu hành tinh vành đai chính. Nó được phát hiện bởi Atsushi Sugie ở Dynic Astronomical Observatory Nhật Bản, ngày 20 tháng 10 năm 1990.